# Amiant

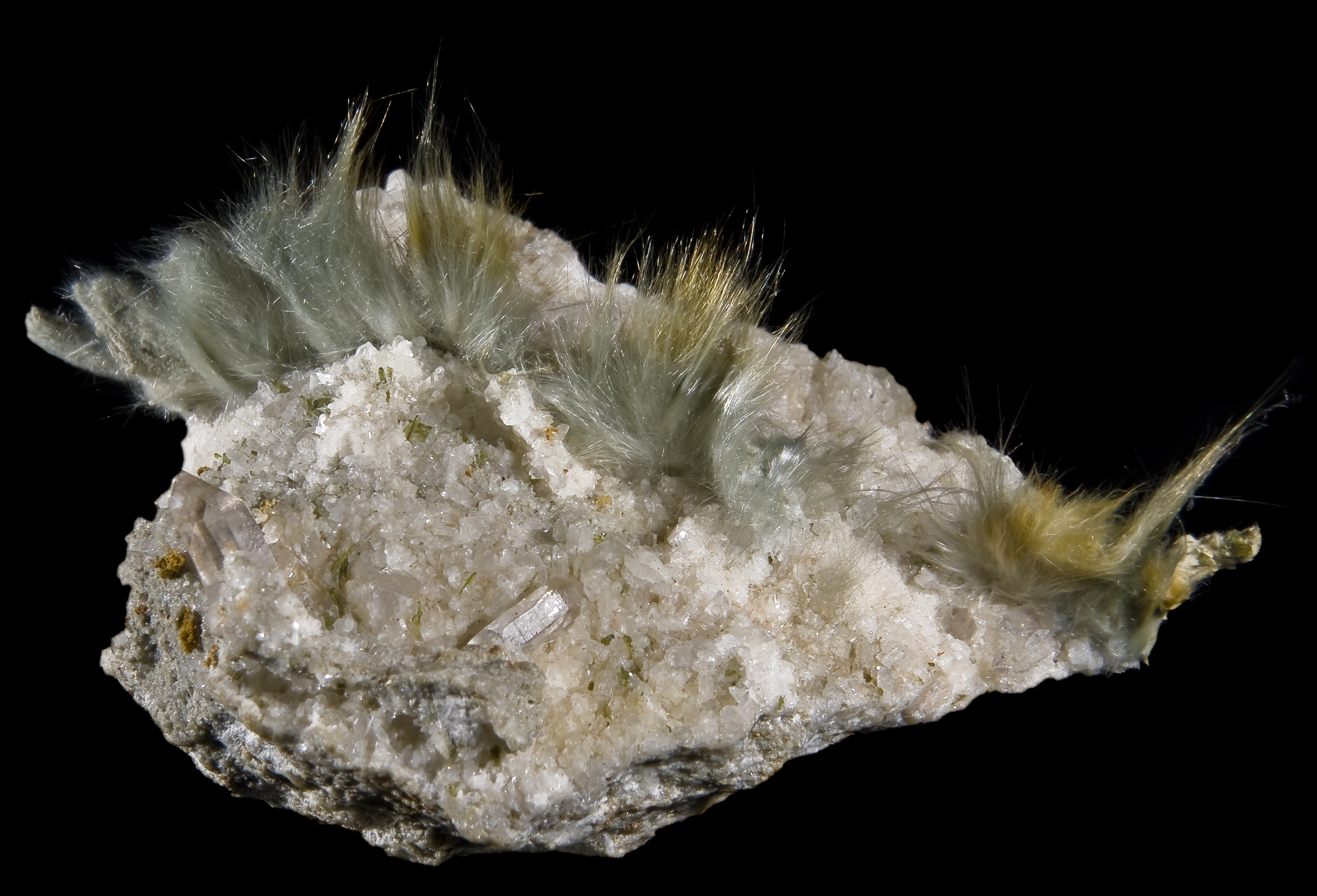
aktynolit

Amiant, amiantus Discordites (azbest amiantowy, azbest aktynolitowy) — handlowa, szlachetna odmiana azbestu aktynolitowego.
Jest amfibolem - włóknista odmiana aktynolitu.
 
Czasami jest też określany nazwą byssolit (amiant i byssolit należą do szeregu hornblendy; oba nadają się do tkania i przeróbki na tekturę). 

## Właściwości
Włóknista odmiana aktynolitu, która wyróżnia się subtelnym wykształceniem włókien (długie, giętkie, cienkie) – azbest amiantowy, bądź ich podatnością do tkania i filcowania – skóra górska. 

## Występowanie
Produkt procesów metamorficznych. Najczęściej współwystępuje z takimi minerałami jak: 
kalcyt, albit, epidot. 
Miejsca występowania: Włochy – Val Malenco, Szwajcaria, Austria, Czechy, Rosja – Syberia, Daleki Wschód.
W Polsce – jego niewielkie ilości pojawiają się w przekrystalizowanych wapieniach w Przewornie (Dolny Śląsk), w okolicach Kamiennej Góry, Strzelina, Bolesławca, Ząbkowic Śląskich w Górach Ołowianych. 

## Zastosowanie
Obecnie nie jest praktycznie wykorzystywany ze względu na odkryte właściwości rakotwórcze azbestu, wcześniej:
- miał zastosowanie w przemyśle do produkcji azbestu amfibolowego.
- służył jako ogniotrwały surowiec tkacki
- znajdował zastosowanie w budownictwie (izolator termiczny, akustyczny, materiał ognioodporny)